# Deutsches Musikarchiv
Pour les articles homonymes, voir DMA.

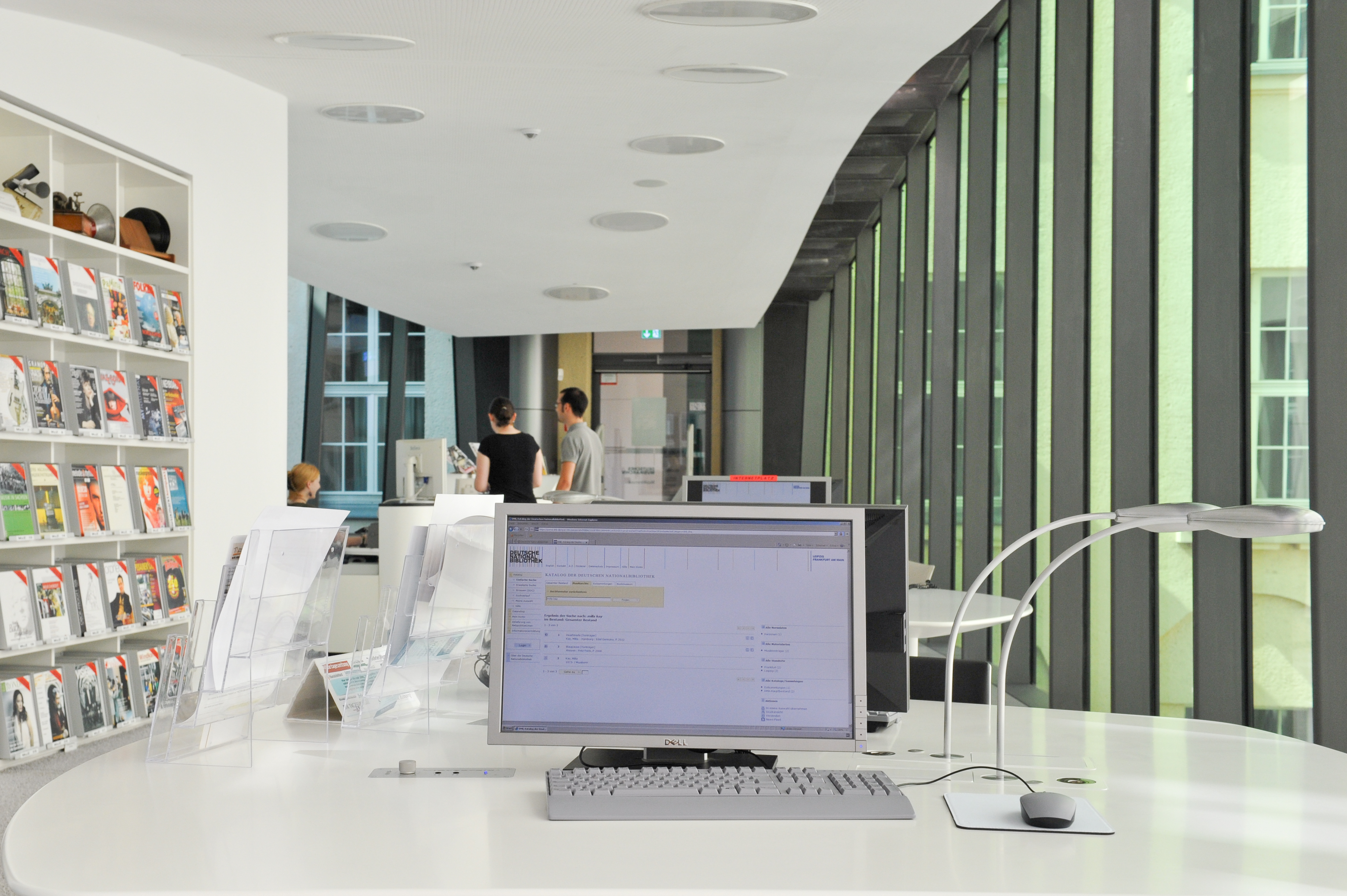
Intérieur du bâtiment des Deutschen Musikarchivs.

La Deutsche Musikarchiv (DMA) (litt. Archives musicales allemandes, en français) est le lieu central de collecte des éditions musicales et des supports sonores musicaux en Allemagne, appartenant à la Bibliothèque nationale allemande (DNB), basée à Leipzig. Elle est également le centre d'information bibliographique musical de allemand.
Les archives collectent des partitions et des enregistrements sonores et les mettent à disposition pour utilisation. Les publications des éditeurs de partitions et des labels allemands constituent la base de la collection. Son travail s'inscrit dans le cadre de la mission de la Bibliothèque nationale allemande qui consiste à « collecter les œuvres médiatiques [...] en version originale, les inventorier, les répertorier, les sauvegarder durablement et les rendre utilisables par le grand public, ainsi qu'à fournir des services bibliothéconomiques et bibliographiques nationaux centraux ».
Les Deutsches Musikarchiv sont dirigées depuis le 1er septembre 2017 par Ruprecht Langer.

## Histoire
La Deutsche Musikarchiv est fondée le 1er janvier 1970 à Berlin-Ouest (quartier de Lankwitz) en tant que département de la Bibliothèque nationale allemande (siège principal : Francfort-sur-le-Main). À la suite de la fusion de la Deutsche Bibliothek et de la Deutsche Bücherei (Leipzig) en 1990 en une organisation commune, la Deutsche Musikarchiv est désormais un département de la Bibliothèque nationale allemande à Leipzig.
Lors de sa création, le Deutsches Musikarchiv reprend les fonds de la Deutsche Musik-Phonothek (1961-1969). Il poursuit ses activités, mais s'appuie pour la suite sur le dépôt obligatoire de partitions et de phonogrammes par leurs producteurs. Avec l'entrée en vigueur le 15 juin 1973 du premier décret sur le dépôt légal de partitions de musique et de disques musicaux aux Archives musicales allemandes de la Deutsche Bibliothek (1er décret sur le dépôt légal de musique) du 6 juin 1973 (BGBl. I p.  519), les éditeurs de musique et les producteurs de phonogrammes sont également tenus de confier deux exemplaires de chacune de leurs publications à la Bibliothèque nationale allemande pour archivage et utilisation. Conformément au traité d'unification du 31 août 1990 (annexe I, chap. II, B II, annexe I, chapitre II ; domaine B - administration) et à la modification de la loi sur la Deutsche Bibliothek (de 1969) qui y est formulée, « un exemplaire (exemplaire obligatoire) de chaque œuvre imprimée [...], éditée dans le domaine d'application de cette loi [...], doit être remis à la Deutsche Bibliothek et à la Deutsche Bücherei ».